# Les Princesses de la piste
 (octobre 2021).
Si vous disposez d'ouvrages ou d'articles de référence ou si vous connaissez des sites web de qualité traitant du thème abordé ici, merci de compléter l'article en donnant les références utiles à sa vérifiabilité et en les liant à la section « Notes et références ».

Les Princesses de la piste est un court métrage français réalisé par Marie Hélia et sorti en 2005.

## Fiche technique
- Réalisation : Marie Hélia
- Production :  Paris-Brest Productions, Centre National de la Cinématographie (CNC), Conseil Régional de Bretagne
- Image : Nedjma Berder
- Montage : Emmanuelle Pencalet
- Date de sortie : 9 avril 2005

## Distribution
- Sandrine Bodenes : Céline
- Muriel Riou : Katia
- Jean-Paul Bathany : Jean-Marc
- Pierre Guérin : Le père
- Catherine Riaux : La sœur
- Alice Guilherm : La petite nièce

## Distinctions
- Prix spécial du jury lors du Festival international du court métrage de Clermont-Ferrand